# Teterboro (New Jersey)
Teterboro is een plaats (borough) in de Amerikaanse staat New Jersey, en valt bestuurlijk gezien onder Bergen County.

De plaatselijke luchthaven is Teterboro Airport. Vanaf 1924 was hier de Atlantic Aircraft Corporation gevestigd, de Amerikaanse vestiging van Fokker.

## Demografie
Bij de volkstelling in 2000 werd het aantal inwoners vastgesteld op 18.
In 2006 is het aantal inwoners door het United States Census Bureau geschat op eveneens 18.

## Geografie
Volgens het United States Census Bureau beslaat de plaats een oppervlakte van
2,9 km², geheel bestaande uit land.

## Plaatsen in de nabije omgeving
De onderstaande figuur toont nabijgelegen plaatsen in een straal van 4 km rond Teterboro.